# 茶ノ木平
茶ノ木平（ちゃノきだいら）とは、栃木県日光市中宮祠の標高1,600mの山である。
中禅寺湖の東岸にもりあがった台形の山で標高1,618m、中禅寺湖畔からは標高差330mである。山頂には展望台や高山植物園が設置された。

## 高山植物園

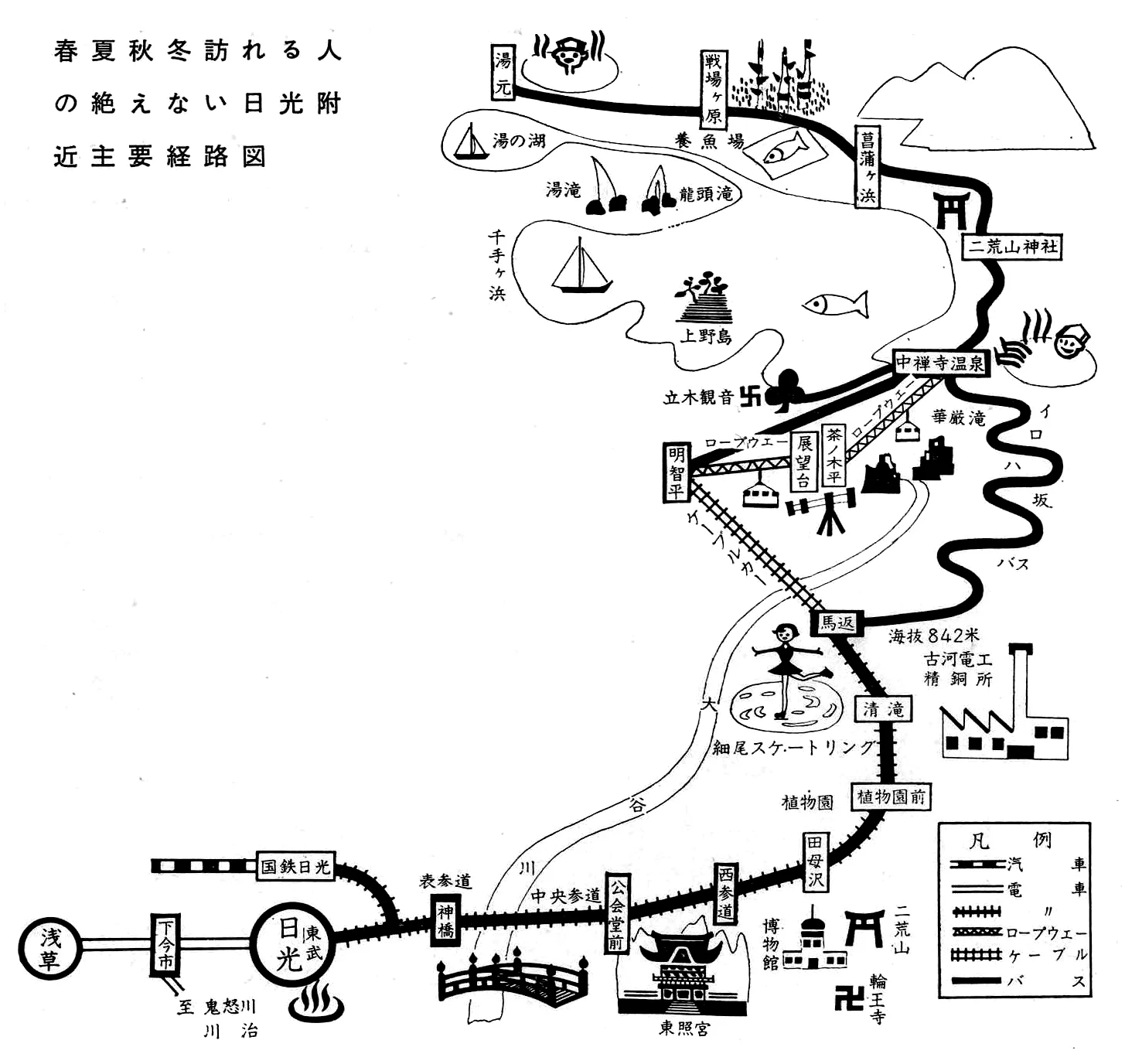
1964年の日光付近経路図。中禅寺温泉ロープウェイが運行していた。

1964年（昭和39年）の1964年東京オリンピックを記念して約150種が植栽された高山植物園が開設された。2003年（平成15年）4月1日に中禅寺温泉ロープウェイ廃止により、高山植物園もやむなく閉園となり自然に戻すこととなった。ロープウェイ廃止後に建物やロープウェイの設備もすべて撤去され、「自然観察教育林」などの標識が建つのみになった。
敷地面積約2ヘクタール、亜高山生の自然林を生かし、コマクサなどの高山植物や水芭蕉などの湿生植物まで、変化に富んだ約300種（一部自生）が植栽されていた。入園料は無料であった。

### 茶ノ木平スキー場
- 植物園内に設置のスキー場。小規模で家族連れ向きであった[1]。
- 施設は、ロープトウ、休憩施設、宿泊施設があった[6]。

## ハイキングコース
中禅寺温泉街から茶ノ木平へのコースがあるほか、茶ノ木平から明智平ロープウェイ山頂駅までのコースや、栃木県道250号中宮祠足尾線（旧中禅寺湖スカイライン）と半月山へ抜けるコースがある。